# Фьодоровка
Фьодоровка (на руски: Фёдоровка) е село в Кантемировски район на Воронежка област на Русия, намиращо се на 5 km от Титаревка и на 22 km източно от районния център Кантемировка.
Влиза в състава на селището от селски тип Титаревское.

## География

### Улици
- ул. Кленовая,
- ул. Степная.

## История
Селото възниква през 1722 г. Тогава тези земи се намират във владение на представител на казашката войскова администрация, писарят Фьодор Татарчуков, от чието име произлиза названието на селото. През 1778 г. Фьодоровка има 16 къщи.
По данни от 1995 г., селото има 32 къщи и 106 жители.

## Население
| 2010 |
| ---- |
| 59   |